# Kerry King
Pour les articles homonymes, voir King.
Kerry Ray King (né le 3 juin 1964 à Los Angeles) est un musicien américain, surtout connu comme guitariste et cofondateur, avec Jeff Hanneman, du groupe de thrash metal Slayer. Il a fait des apparitions aux côtés des Beastie Boys, Marilyn Manson, Pantera, Anthrax, Ice-T, Witchery, Sum 41, Megadeth et Metallica. Il joue sur des guitares B.C. Rich et des amplificateurs Marshall. Ses solos sont caractérisés par l'utilisation du vibrato et de la pédale wah-wah.

## Biographie
Kerry Ray King est né le 3 juin 1964 à Los Angeles, en Californie. Son père était inspecteur de pièces d'aéronefs, et sa mère était employée d'une compagnie de téléphone. Adolescent, Kerry a commencé à apprendre la guitare à la Calvano's music à South Gate, Californie. Russ Dismuke était son professeur. Kerry est allé au Warren High School à Downey Ca, où il s'entraînait durant l'heure du déjeuner et jouait le weekend au Woodstock à Buena Park, avec Slayer, en reprenant des chansons de Black Sabbath, Iron Maiden et Judas Priest. Kerry a commencé sa carrière dans le groupe de reprises Boone Pat. Adulte, Kerry a déménagé à Phoenix, en Arizona. Il a divorcé une fois et a eu une fille avec sa première femme ; sa femme actuelle est Ayesha King. En 1981, King postule comme guitariste dans un groupe : à la fin du casting, Jeff Hanneman s'est approché de lui et les deux ont commencé à jouer des morceaux d'Iron Maiden et Judas Priest avec le batteur de session. Hanneman a alors suggéré de monter leur propre groupe.

## Apparitions et collaborations

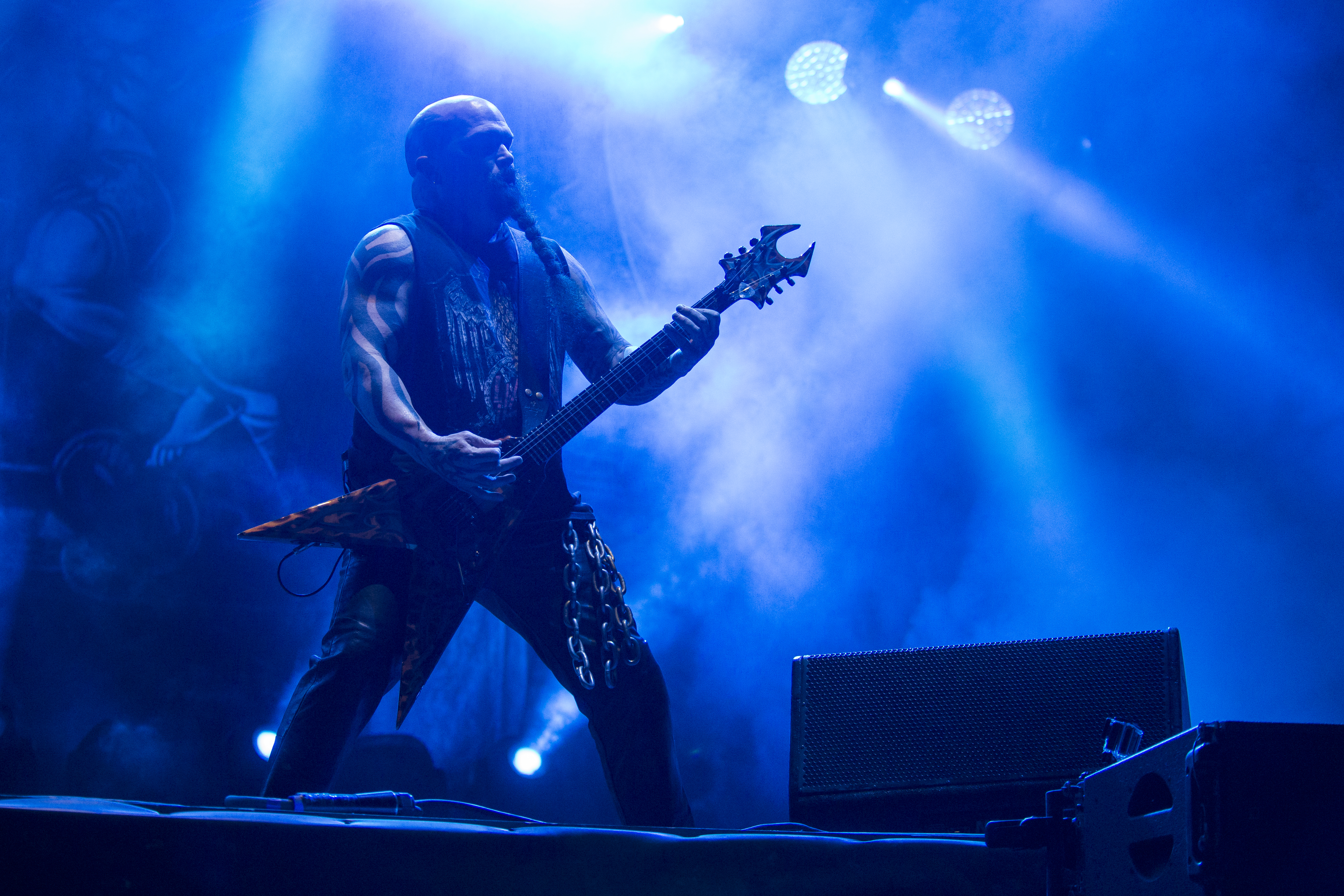
Kerry King avec Slayer au Hellfest 2017.

Il fait une apparition dans le clip de What We're All About de Sum 41, où il sort de la foule pour jouer un solo, ainsi que dans un clip des Beastie Boys : No Sleep Till Brooklyn. 
Il a joué le solo du titre Witchkrieg du groupe Witchery.
Il a été guitariste de Megadeth de 1983 à 1984, avant de se brouiller avec Dave Mustaine.
Sur le dernier album de Pantera Reinventing the Steel, Kerry joue un solo sur la chanson Goddamn Electric. Solo effectué en une seule prise dans des toilettes pendant un festival.
Il a été invité lors d'un live de Marilyn Manson en 2009 sur Irresponsible Hate Anthem.
En 2013, il expulse Dave Lombardo de Slayer.
Il sort son premier album solo, From Hell I Rise, en mai 2024.

## Équipement
| Marque                      | Nom                                    | Réf.              |
| --------------------------- | -------------------------------------- | ----------------- |
| Guitares                    | Guitares                               | [ 5 ] [ 6 ] [ 7 ] |
| B.C. Rich KKV               | Signature V                            | [ 5 ] [ 6 ] [ 7 ] |
| B.C. Rich KKW               | Metal Master Warlock                   | [ 5 ] [ 6 ] [ 7 ] |
| B.C. Rich KKV               | Speed V Handcrafted G2                 | [ 5 ] [ 6 ] [ 7 ] |
| B.C. Rich KKV               | Beast V N.T.                           | [ 5 ] [ 6 ] [ 7 ] |
| B.C. Rich KKW               | Wartribe 7 cordes                      | [ 5 ] [ 6 ] [ 7 ] |
| Amplificateurs et enceintes |                                        | [ 5 ] [ 6 ] [ 7 ] |
| Marshall                    | JCM-800 2203KK (modèle signature, x 3) | [ 5 ] [ 6 ] [ 7 ] |
| Marshall                    | Mode Four 4x12 (x 6)                   | [ 5 ] [ 6 ] [ 7 ] |
| Effets                      |                                        | [ 5 ] [ 6 ] [ 7 ] |
| Boss                        | Égaliseur graphique GE-7               | [ 5 ] [ 6 ] [ 7 ] |
| Boss                        | Accordeur chromatique TU-2             | [ 5 ] [ 6 ] [ 7 ] |
| Dunlop                      | DCR-1SR Crybaby Rack Wah               | [ 5 ] [ 6 ] [ 7 ] |
| Dunlop                      | KFKQZ1 Q-Zone Pedal (modèle signature) | [ 5 ] [ 6 ] [ 7 ] |
| MXR (en)                    | 10 Band EQ Pedal (modèle signature)    | [ 5 ] [ 6 ] [ 7 ] |
| Shure                       | Système sans-fil UHF                   | [ 5 ] [ 6 ] [ 7 ] |
| Voodoo Lab Ground Control   | Pro floorboard                         | [ 5 ] [ 6 ] [ 7 ] |
| Eventide                    | Harmoniseur H3000S                     | [ 5 ] [ 6 ] [ 7 ] |
| MXR                         | Smart Gate Pro                         | [ 5 ] [ 6 ] [ 7 ] |
| Radial Tonebone Trimode     | Classic Tube Distortion                | [ 5 ] [ 6 ] [ 7 ] |

| Nom                                                                                           | Ref         |
| --------------------------------------------------------------------------------------------- | ----------- |
| Accessoires                                                                                   | [ 5 ] [ 6 ] |
| Jim Dunlop Cordes Signature                                                                   | [ 5 ] [ 6 ] |
| Monster Cable                                                                                 | [ 5 ] [ 6 ] |
| Médiators MM                                                                                  | [ 5 ] [ 6 ] |
| Kahler Tremolo System (model 2315)                                                            | [ 5 ] [ 6 ] |
| Étuis rigides Dragon                                                                          | [ 5 ] [ 6 ] |
| EMG 81 (chevalet) (pour 6 cordes uniquement)                                                  | [ 5 ] [ 6 ] |
| EMG 85 (manche) (pour 6 cordes uniquement)                                                    | [ 5 ] [ 6 ] |
| EMG SA (manche) (pour 6 cordes équipées d'un sustain Fernandes)                               | [ 5 ] [ 6 ] |
| Fernandes FSK-401 Sustainer (manche) (installé à côté d'un EMG S)                             | [ 5 ] [ 6 ] |
| Fernandes FSK-101 Sustainer (manche) (pour 6 cordes, quand le micro manche n'est pas utilisé) |             |
| EMG 81-7 (chevalet) (pour 7 cordes uniquement)                                                |             |
| EMG 707 (manche) (pour 7 cordes uniquement)                                                   |             |

## Discographie
| Année | Album                | Réf.   |
| ----- | -------------------- | ------ |
| 1983  | Show No Mercy        | [ 8 ]  |
| 1984  | Haunting the Chapel  | [ 9 ]  |
| 1984  | Live Undead          | [ 10 ] |
| 1985  | Hell Awaits          | [ 11 ] |
| 1986  | Reign in Blood       | [ 12 ] |
| 1988  | South of Heaven      | [ 13 ] |
| 1990  | Seasons in the Abyss | [ 14 ] |
| 1991  | Decade of Aggression | [ 15 ] |
| 1994  | Divine Intervention  | [ 16 ] |
| 1996  | Undisputed Attitude  | [ 17 ] |
| 1998  | Diabolus in Musica   | [ 18 ] |
| 2001  | God Hates Us All     | [ 19 ] |
| 2006  | Eternal Pyre         | [ 20 ] |
| 2006  | Christ Illusion      | [ 21 ] |
| 2009  | World Painted Blood  | [ 22 ] |
| 2015  | Repentless           |        |

| Année | Titre                  | Artiste      | Réf.   |
| ----- | ---------------------- | ------------ | ------ |
| 1986  | No Sleep till Brooklyn | Beastie Boys | [ 23 ] |
| 2000  | Goddamn Electric       | Pantera      | [ 24 ] |
| 2001  | Dead Girl Superstar    | Rob Zombie   | [ 25 ] |
| 2001  | Final Prayer (en)      | Hatebreed    |        |
| 2002  | What We're All About   | Sum 41       | [ 26 ] |
| 2010  | Witchkrieg             | Witchery     |        |